# 오르도
오르도(몽골어: ᠥᠷᠳᠥ ordo, 고대 튀르크어: 𐰇𐱃𐰀 우타, 한국 한자: 兀魯朶 올로타, horde 호드[*])는 유라시아 대초원의 유목민족, 특히 튀르크계나 몽골계 민족의 군주의 숙영지이다.
오르도가 역사상에 나타나는 것은 거란의 요나라 시대부터이다. 요의 황제에게 하나의 오르도가 설치되어 이를 유지하기 위해 주현과 부족들을 부속시켜 조세를 거두고 병사를 징병하는 등 봉사했다. 황제가 죽으면 황후에게 인계되어 황제의 능묘 경호와 제사를 담당했다. 황후와 황자가 자신의 오르도를 따로 가지는 경우도 있었다.
몽골 제국과 거기서 파생된 여러 칸국들에서는 카간(황제)만이 오르도를 가졌지만 대신 4개 전후의 오르도가 설치되어 그 관리를 카툰(황후)들에게 맡겼다. 카간은 4개 오르도들 사이를 오가며 숙박하고 오르도에 마련된 주장(主帳)에서 정무를 보았다. 또한 오르도를 중심으로 대형 유목집단을 구성하여 달마다 또는 계절마다 오르도를 이동했다.
칭기즈 칸에게는 38명의 아내가 있었는데 그중 보르테에게 제1오르도를, 쿨란에게 제2오르도를, 예스이·예수겐 자매에게 제3오르도를, 기국공주에게 제4오르도를 관할시켰고 나머지 아내들은 이들 상급 황후들에게 복속되었다.
킵차크 칸국의 분열기에는 "오르도"라는 표현이 분열된 각 영토와 동의어로 사용되었다. 킵차크 칸국을 금장 칸국, 백장 칸국, 청장 칸국 등으로 부를 때 "장(帳)"이 곧 오르도를 의미하는 것이다.

## 같이 보기
- 유목민
- 우르두어